# Buick Terraza
El Buick Terraza es una minivan de General Motors de la marca Buick que se vendía desde el 2005 hasta 2007. Llenó la posición de la minivan de lujo de GM que fue ocupado anteriormente por el Oldsmobile Silhouette hasta que fue discontinuado junto con la marca Oldsmobile en 2004. La Terraza se construyó junto con las minivans de Chevrolet, Pontiac y Saturn (Uplander, Montana SV6 y Relay) en Doraville, Georgia. Contrariamente a la creencia popular, la Terraza no era la primera minivan de Buick - la GL8 debutó en China, en 2000, donde se comercializa exclusivamente y todavía se produce y se vende en la actualidad.

## Descontinuación
Debido a las bajas ventas de minivans, GM ha decidido abandonar el negocio de minivans por completo en los Estados Unidos. La Terraza, junto con el relacionado crossover SUV Rendezvous y el SUV basado en camionetas Rainier, han sido sustituidos por el crossover de 8 pasajeros Buick Enclave para el año 2008.